# Benito Garozzo
Benito Garozzo (Napoli, 5 settembre 1927) è un giocatore di bridge italiano naturalizzato statunitense.
È stato membro del celebre Blue Team, la nazionale italiana di bridge che ha dominato la scena internazionale dalla metà degli anni cinquanta fino agli anni settanta, con cui è stato 10 volte campione mondiale, 3 volte campione olimpico e 5 volte campione europeo, in coppia prima con Pietro Forquet e poi con Giorgio Belladonna.

## Biografia
Garozzo entrò nel Blue Team nel 1961, quando la squadra era già affermata a livello internazionale. Inizialmente giocò con Pietro Forquet con il Fiori Napoletano, poi perfezionò tale sistema licitativo sviluppando il cosiddetto Fiori Blue Team che divenne dal 1965 il marchio di fabbrica della nazionale italiana.
Passato a giocare con Giorgio Belladonna, formò con lui quella che è stata forse la coppia più forte di tutti i tempi del gioco del bridge.
Quando, nel 1972, il Blue Team ritornò alle competizioni, dopo uno stop di un paio di anni, la squadra giocava con un altro sistema sviluppato da Garozzo, derivato dal Precision e detto Superprecision.
Dopo Giorgio Belladonna, Garozzo è al secondo posto della classifica dei migliori giocatori di tutti i tempi stilata dalla federazione internazionale WBF. Nonostante questo in molti lo reputano il più forte di sempre. In ogni caso, è unanimemente considerato il più forte difensore.
Dalla metà degli anni settanta sua compagna di vita e di gioco è stata Lea DuPont, ex nazionale italiana, con la quale ha partecipato a molti tornei per coppie miste.
Dal 1987 ha vissuto per molti anni a Palm Beach in Florida e nel 1994 è diventato cittadino statunitense.
Dopo la morte di Lea DuPont nel 2012, Benito Garozzo è tornato a vivere in Italia e ha ripreso a giocare ad alto livello agonistico. Ha ottenuto all'età di 86 anni il secondo posto nel Campionato Europeo a Squadre Transnational Open del giugno 2013 (Ostenda, Belgio) con il team Zaleski.
Nel 2017, a 90 anni, Garozzo ha partecipato con la Nazionale Italiana al Campionato del Mondo - Bermuda Bowl; gioca ancora online su BBO prevalentemente in duplicati di alto livello normalmente visibili a tutti.

## Controversie
Nel 2018 è uscito un libro titolato Under the Table, scritto da Avon Wilsmore, dove, con un lavoro meticoloso (circa 400 pagine), vengono analizzate moltissime smazzate del famoso Blue Team, con la conclusione che gli azzurri (ma non solo), compreso Garozzo, imbrogliavano. Garozzo è stato invitato a rispondere alle accuse assieme a Pietro Forquet, ma non ha voluto replicare.

## Palmarès

### Bermuda Bowl (World Team Championships)
- 1961, Buenos Aires, Argentina
- 1962, New York, USA
- 1963, Saint-Vincent, Italia
- 1965, Buenos Aires, Argentina
- 1966, Saint-Vincent, Italia
- 1967, Miami Beach, USA
- 1969, Rio de Janeiro, Brasile
- 1973, Guarujá, Brasile
- 1974, Venezia, Italia
- 1975, Southampton, Bermuda

### World Team Olympiads
- 1964, New York, USA
- 1968, Deauville, Francia
- 1972, Miami Beach, USA

### European Team Championships
- 1969, Oslo, Norvegia
- 1971, Atene, Grecia
- 1973, Ostenda, Belgio
- 1975, Brighton, Inghilterra
- 1979, Losanna, Svizzera

## Pubblicazioni
- Precision system, il sistema per tutti, e Superprecision, il sistema per esperti, Mursia, Milano, 1973 (con Giorgio Belladonna)
- Imparate il bridge da soli, Editrice Giochi, Milano, 1974 (con Giorgio Belladonna)
- Il sistema Lancia, Mursia, Milano, 1976 (con Giorgio Belladonna)
- Voi, noi e il bridge, CAM, Foligno, 1977 (con Giorgio Belladonna)